# Il Ramoscello
«Il Ramoscello» (также «Bella e Buona» и «Bellebuona») — картина английского художника-прерафаэлита Данте Габриэля Россетти, созданная в 1865 году. В настоящее время картина находится в собрании Художественного музея Фогга.
Работа представляет собой портрет по грудь девушки в зелёном платье, держащей в руках ветку падуба. Картина была создана по заказу Уильяма Грэма, одного из постоянных заказчиков художника. Согласно Уильяму Майклу Россетти, натурщицей стала дочь Уильяма Грэма Эми Грэм. Однако искусствовед Генри Марилльер отрицает это, а другая дочь Уильяма Грэма Фрэнсис Хорнер описывала работу просто как изображение «девушки стоящей на фоне падуба или залива».
Россетти написал свою работу в 1865 году и озаглавил её «Bella e Buona», тогда же он написал, как и для многих своих работ, сопутствующее одноимённое стихотворение. В 1873 году он забрал картину у владельца на некоторое время, чтобы внести изменения. Тогда он сменил название работы на «Il Ramoscello» сделал соответствующую подпись на фоне картины. Уильяму Грэму изменения не понравились, он потребовал убрать их, но новое название оставил. Название стихотворения при включении его в сборник поэзии 1870 года также было изменено на Plighted Promise, и связь стихотворения с картиной таким образом была разорвана. Существовали эскизы картины, экспонировавшиеся на выставке 1892 года, но в настоящее время об их местонахождении ничего не известно.
В 1886 году Уильям Грэм продал картину на аукционе Кристис. Она несколько раз меняла владельцев, в 1943 году была приобретена Художественным музеем Фогга.